# فن الخط الغربي

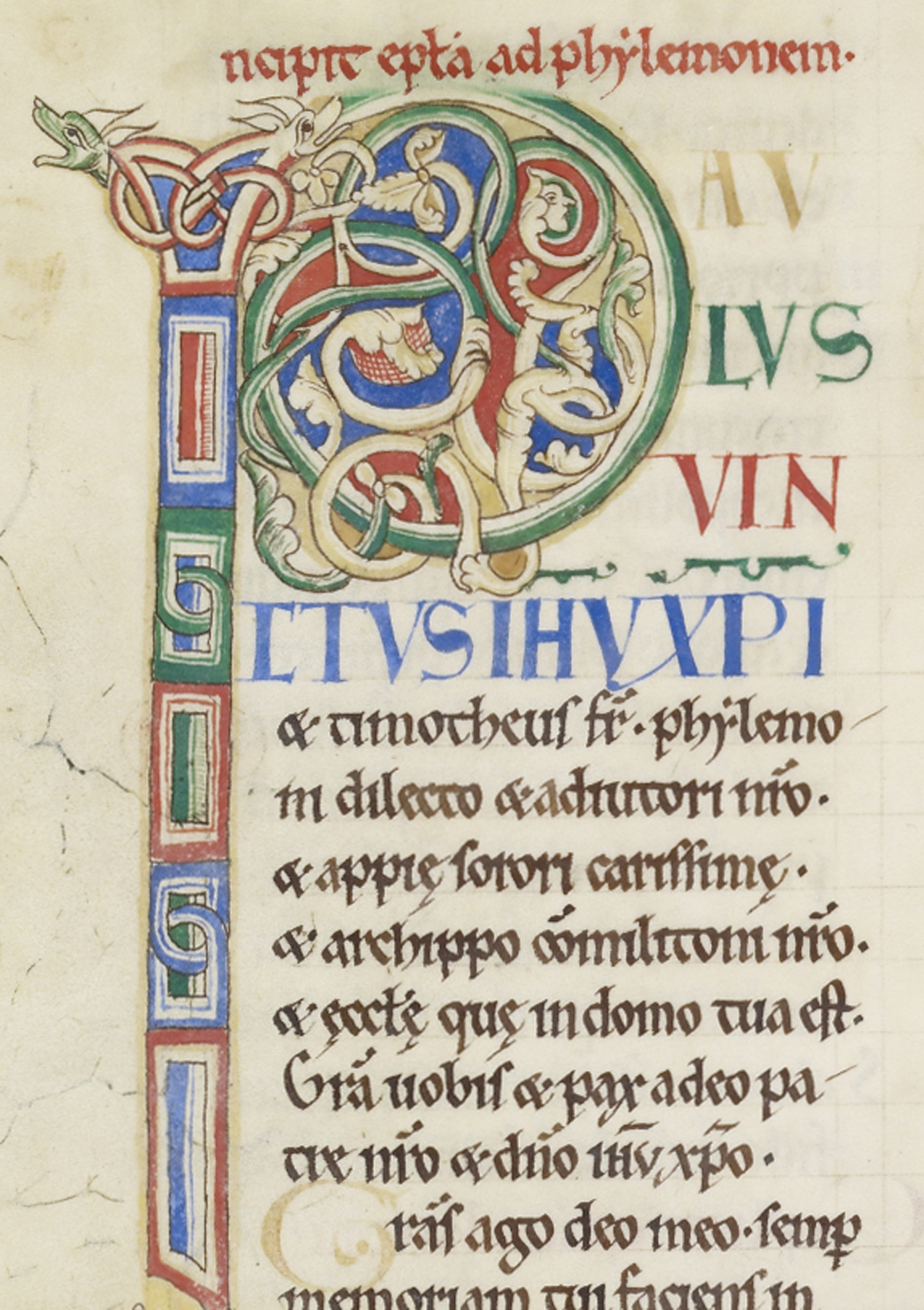
الصفحة الأولى من رسالة بولس إلى فليمون في إنجيل روتشستر (القرن الثاني عشر).

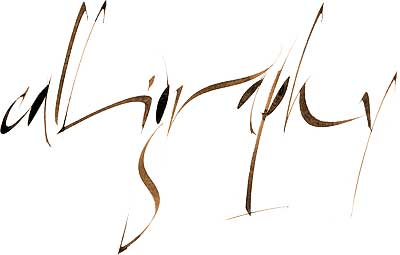
رسم كلمة "فن الخط" بالخط الحديث (دينيس براون ، 2006)

الخط الغربي هو فن من فنون الكتابة، وأسلوب خط يستخدم أحرف الأبجدية اللاتينية خاصة، كما هو متعارف عليه في العالم الغربي. ولكن بالمقارنة مع التقاليد الشرقية للخط التركي والفارسي والعربي، أو الخط الصيني أو الهندي، فإن الخط الغربي يتضمن أيضًا استخدام خطوط الأبجدية الكريلية واليونانية.
التعريف المعاصر لممارسة فن الخط هو: «فن إعطاء الرموز ظاهرًا تعبيريًا متناغمًا وحاذقًا». وقصة الكتابة هي إحدى التطورات الجمالية التي تتشكل بالمهارات الفنية، وسرعة الانتقال، والحدود المادية للشخص والوقت والمكان.
يوصف نمط معين من الكتابة بأنه نمط مخطوطة، أو كتابة يدوية، أو نسخ أبجدي.
يتراوح الخط بين النقوش والتصميمات اليدوية إلى القطع الفنية البديعة، حيث أن التعبيرات المجردة قد تبطل أو لا تبطل وضوح الحروف في الأثر المكتوب بخط اليد. ويختلف الخط الكلاسيكي عن فن نقش الحروف والنقش اليدوي غير الكلاسيكي، على الرغم من أن الخطاط قد يبتكرها جميعًا، وهي من الناحية التاريخية أحرفٌ منظمة سلسة وعفوية ومرتجلة أثناء كتابتها.
استمرت الكتابة الخطية في القيام بدور طويل الأمد حتى بعد إدخال آلة الطباعة في الغرب، حيث جرى إعداد الوثائق الرسمية المكتوبة بخط اليد حتى القرن الثامن عشر. وكان ازدهار فن الخط في أواخر القرن التاسع عشر مرتبطٌ بالفن الحديث وحركة الفنون والحرف اليدوية، وما زال كذلك حتى الآن، وعادة ما يتم استخدامه لأغراض خاصة كدعوات الزفاف أو تصميم شعار أو المستندات التذكارية.

## التاريخ

### أواخر العصور القديمة

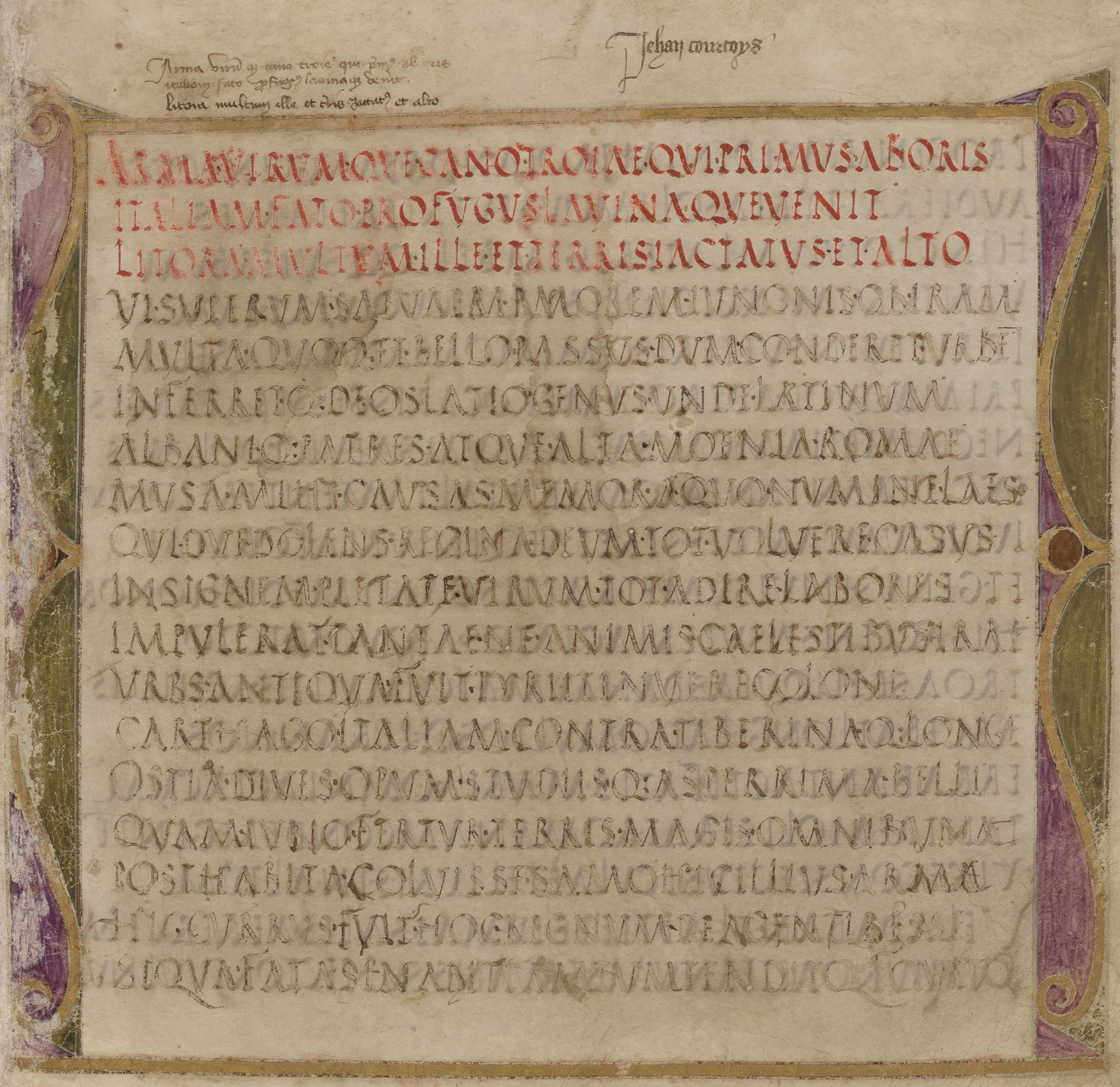
صفحة من مخطوطة فيرجيليوس رومانوس (القرن الخامس)

في آواخر العصور القديمة حل مجلد المخطوطات المكتوبة بخط اليد تدريجيًا محل لفائف ورق البردي المستخدمة في العصور الكلاسيكية القديمة، واستبدلت أقلام القصب بأقلام الريش.  حيث أوضح إيزيدور الإشبيلي العلاقة السائدة وقتذاك بين مجلد المخطوطات والكتاب والقرطاس في كتابه المعني بعلم تأصيل الكلمات «الإيتيمولوجيا» (المجلد الثالث عشر):
«يتألف مجلد المخطوطات من عدة كتب، أما الكتاب فهو مخطوطة واحدة. وأطلقت كلمة (codex) على مجلد المخطوطات بنحو الاستعارة كما لو أنها كانت مستودعًا خشبيًا (caudex) كجذوع الأشجار أو الكروم، يحمل في طياته العديد من الكتب، أو الفروع إذا جاز التعبير».
يمكن تتبع تاريخ المخطوطات الإنجيلية التي اتخذت شكل مجلد المخطوطات حتى القرن الثاني (مجلد المخطوطات الفاتيكاني)، ومنذ القرن الخامس تقريبًا عُرف الخط البوصي ونصف البوصي (مشتقة من اللاتينية "uncia," or "inch") كنمطي كتابة متميزين، وقد تم تطويرهما من الكتب الرومانية المختلفة.

### بدايات العصور الوسطى

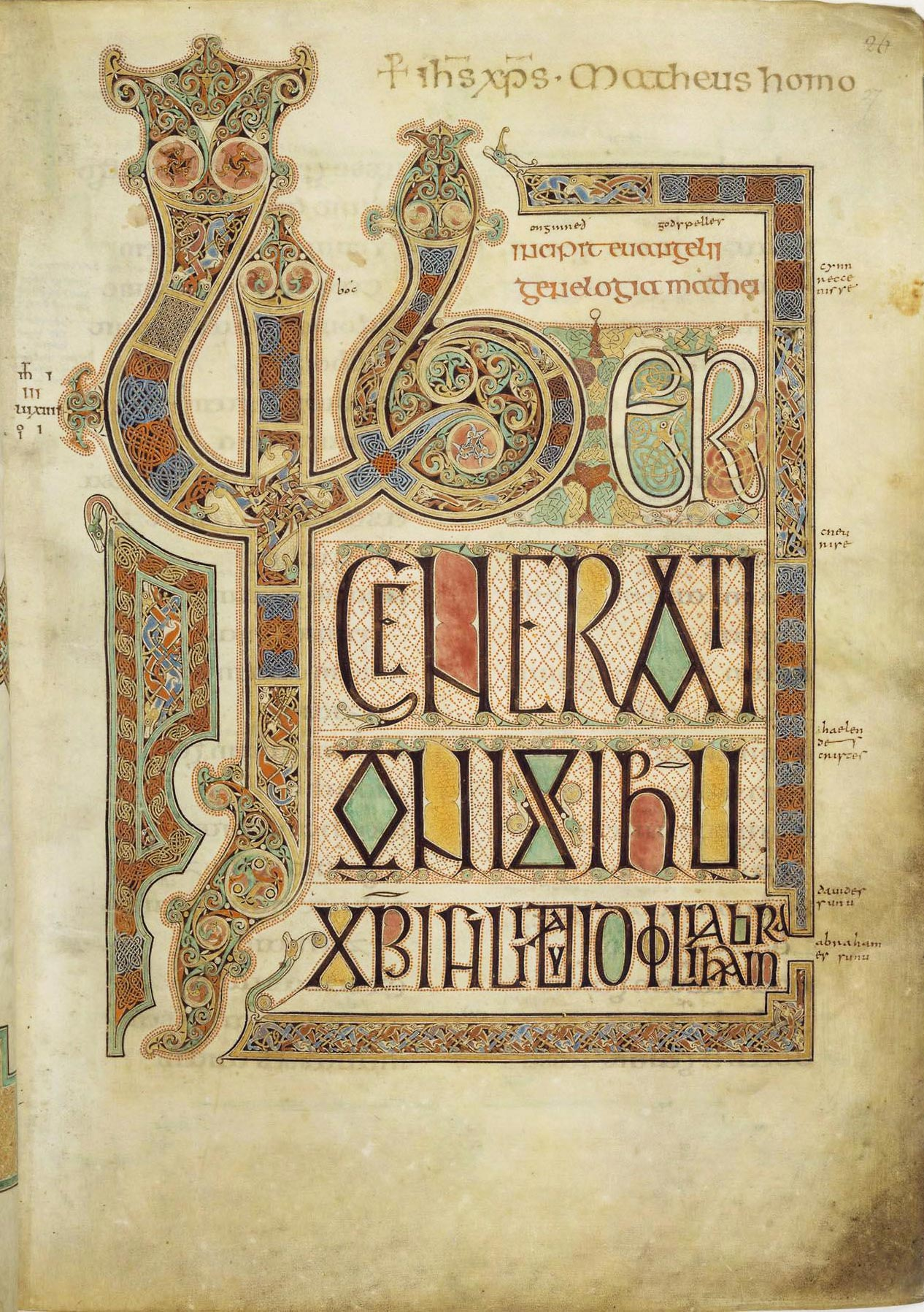
تحتوي الورقة السابعة والعشرين من إنجيل ليندسفارن على افتتاحية إنجيل متَّى.

وفي بداية العصور الوسطى - منذ القرن السابع تقريبًا - اقتصر تعلم القراءة والكتابة على الأديرة في أوروبا اللاتينية فقط.
تعود أصول تاريخ زخرفة المخطوطات إلى أواخر العصور القديمة، حيث وصل إلى أوروبا في بداية العصور الوسطى -أي القرن الثامن، وتتضمن أولى الأمثلة البارزة كتاب دورو، ولينديفارن غوسبل وكتاب كليز.
قال ألكوين كبير أساقفة يورك أن تفاني شارلمان في تحسين مستوى المنح الدراسية نتج عنه توظيف «جمهرة من النسَّاخ». وقد استحدث ألكوين نمط الخط المعروف باسم كارولين أو الكارولينجي الصغير. وتعتبر نسخة الإنجيل التي كتبها غودسكالك المخطوطة الأولى التي زينت بهذا الخط (أنجز عام 783). ولم يزل الخط الكارولينجي الأصل الذي ينحدر منه نمط الكتاب الحديث.

### أواخرالعصور الوسطى

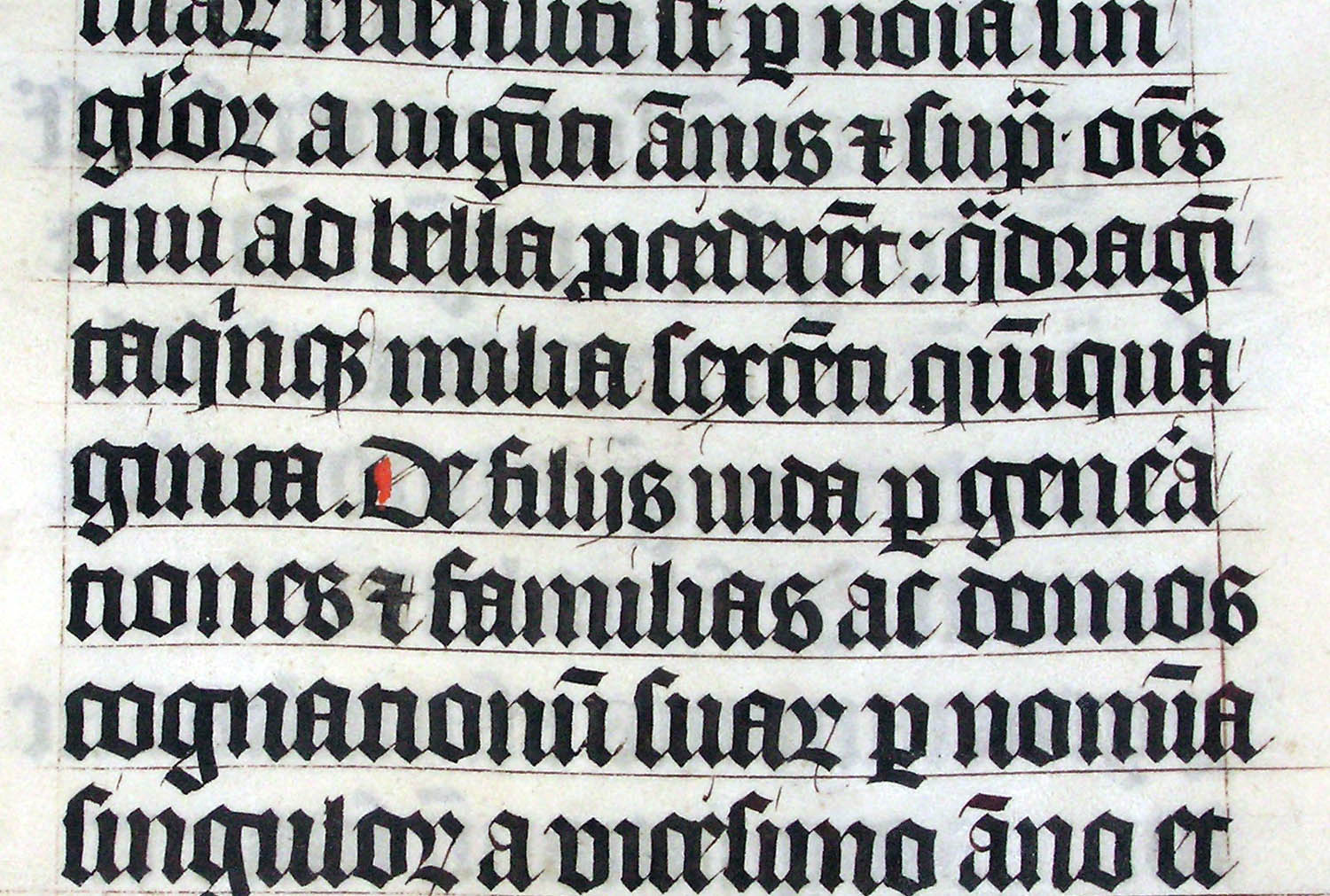
فن الخط في النسخة اللّاتينيّة للإنجيل من عام 1407، والمعروضة في كنيسة مالميزبوري، ويلتشاير، إنجلترا. وقد كتب هذه النسخة بخط يده في بلجيكا لقراءته بصوت عالٍ في أحد الأديرة.

تطور خط الحرف الأسود -أي الخط القوطي- بشكل تدريجي عن الكتابة الكارولينجية خلال القرن الثاني عشر. وعلى مدار القرون الثلاثة التالية استعمل النسَّاخ في شمال أوروبا أسلوبًا قوطيًا متراصًا وذو نهايات مدببة أكثر من أي وقت مضى. وعلى الرغم من أن الإيطاليين والإسبان فضَّلوا أسلوب الراوندر، إلا أنه لا يزال ذو مظهر سميك كالروتندة. عاد النسَّاخ الإيطاليون خلال القرن الخامس عشر إلى نماذج الكتابة الرومانية والكارولينجية لصياغة أسلوب الخط الإيطالي الذي يدعى تشانسري ذو الأحرف المتصلة، وخط الكتب الروماني. أصبحت الأساليب الخطية الثلاثة؛ القوطي والإيطالي والروماني نماذج للحروف المكتوبة. طبع يوهانس جوتنبرغ نسخته الشهيرة من الإنجيل مستخدمًا الأسلوب القوطي، لكن سرعان ما أصبح المعيار القياسي الخط الإيطالي ذو الوزن الخفيف وخط الكتب الروماني.
أُنتجت مئات الآلف من المخطوطات خلال العصور الوسطى:  بعضها لوحات فاخرة مزوّقة بالذهب أو مزوَّدة برسومات خطية، والبعض الآخر كتب دراسية.
تمركزت إدارة الحكومة قبيل نهاية العصور الوسطى بشكل رئيسي في مقاطعات أوروبا الغربية. وتوفر الورق على نطاق واسع مرة أخرى، مما سمح بضبط الحسابات وفق بيروقراطية ذات معايير موحدة. وقد أدى ذلك إلى استحداث نموذج خط تشانسري في إنجلترا أواخر العصور الوسطى، إلى جانب نماذج مبتكرة للخط الموحد والمستخدم في إعداد الوثائق القانونية والرسمية. استُخدم نموذج خط تشانسري بحلول منتصف القرن الخامس عشر لمعظم الأغراض الرسمية باستثناء الكنيسة التي لم تزل تعتمد اللاتينية، في حين استخدمت الفرنسية القديمة وقليل من اللاتينية لأغراض قانونية معينة. وقد عمم البيروقراطيون استخدام ذلك النموذج في جميع أنحاء إنجلترا في المهام الرسمية حتى حظي بمكانة ونفوذ رويدًا رويدًا. يعرف إعداد النُسخ النهائية المكتوبة بخط اليد تشانسري باسم "engrossing"، مأخوذة عن الأنجلو-فرنسية "engrosser" (en gros بحروف كبيرة في الفرنسية القديمة).
وقد فضَّل الناسخ الرائد ريتشارد بينسون استخدام نموذج خط  تشانسري في أعماله المنشورة في آواخر عام 1490 وبداية القرن السادس عشر، وبالتالي دفع إملاء اللغة الإنجليزية قدمًا نحو توحيد المعايير.

### بداية العصر الحديث

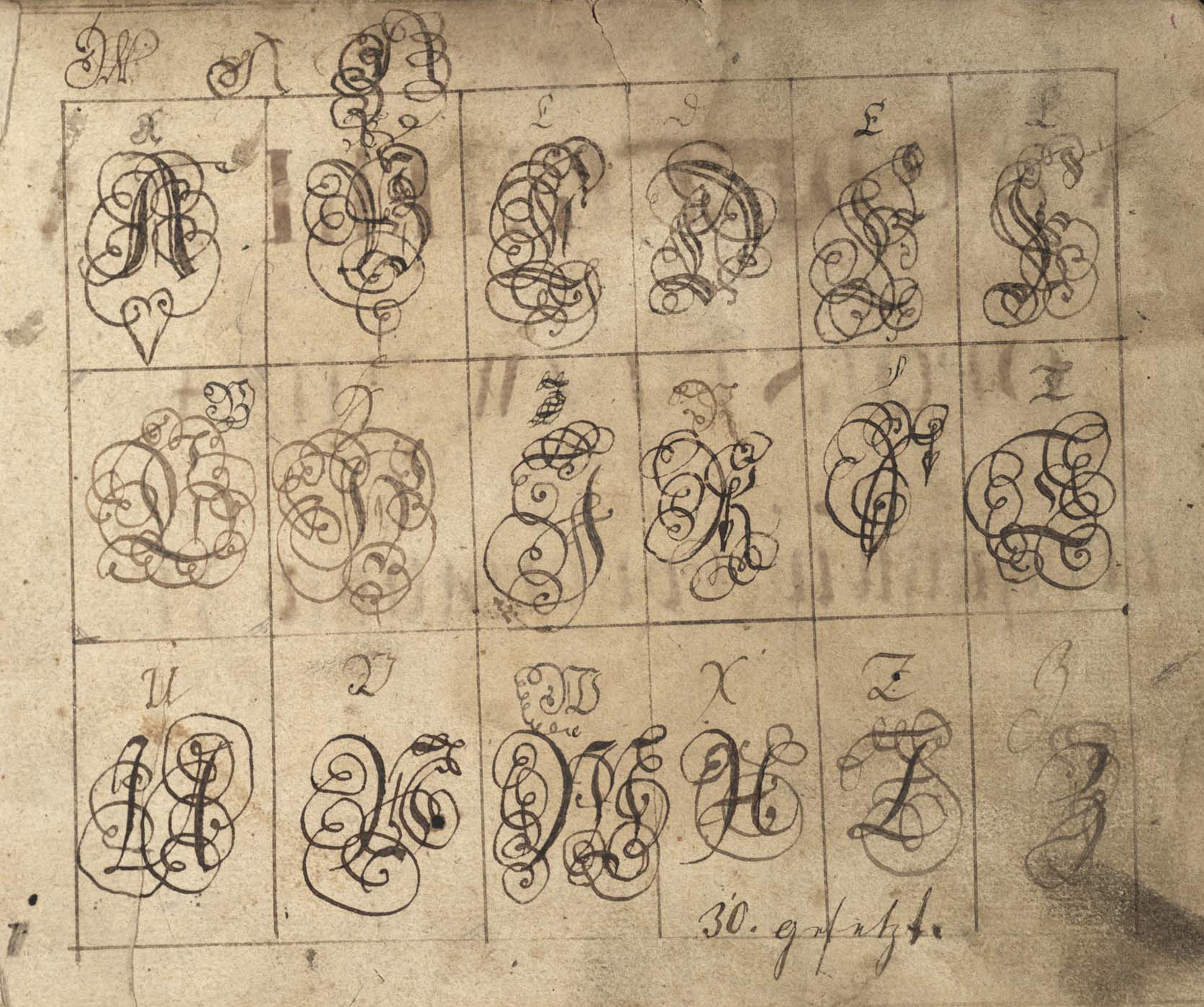
صفحة بالأحرف الأولى من دفتر ملاحظات ستيفانوس هاين (1775)

اشتكى المسؤولون الفرنسيون في منتصف القرن السابع عشر من أن العدد الكبير للوثائق والمستندات المكتوبة بأيد مختلفة ومستويات متفاوتة من المهارة تتجاوز بكثير قدرتهم على فك رموزها وكشف غموضها. وعلى إثر ذلك، فرض مكتب التمويل قيودًا على جميع الوثائق القانونية، وقصرها على ثلاثة أنماط خطية هي: كولي، روند (المعروف في اللغة الإنجليزية باسم خط راوند هاند)، والخط السريع أو ما يطلق عليه في بعض الأحيان اسم باسترده.
وعلى الرغم من دور العديد من عظماء الأساتذة الفرنسيين آنذاك، إلا أن لويس باربيدور والذي نشر  Les Ecritures Financière Et Italienne Bastarde Dans Leur Naturel circa في عام 1650، كان أكثرهم تأثيرًا في اقتراح هذه الأساليب. 
وقد أدى تدمير الخزينة البابوية أثناء احتلال روما عام 1527 إلى انتقال المبنى الرئيس لأساطين الكتابة إلى الجنوب الفرنسي. وبحلول عام 1600 جرت الاستعاضة عن الخط الإيطالي المائل بآخر محسَّن تقنيًا وهو  the Italic Chancery Circumflessa والذي بدوره ساهم في إنشاء خط روند ولاحقًا الخط الإنجليزي راوند هاند. 
أما في إنجلترا فقد قام إيريس وبينسون بالترويج لخط راوند هاند، بينما تجاوزت ردود أفعال سنيل تجاههما إلى التحذير من سيطرته ومدى ملائمته. ومع ذلك، فقد بدأ إدوارد كروكر في نشر الكراسات الخاصة بالخط قبل ذلك بأربعين عامًا. 

### النهضة الحديثة

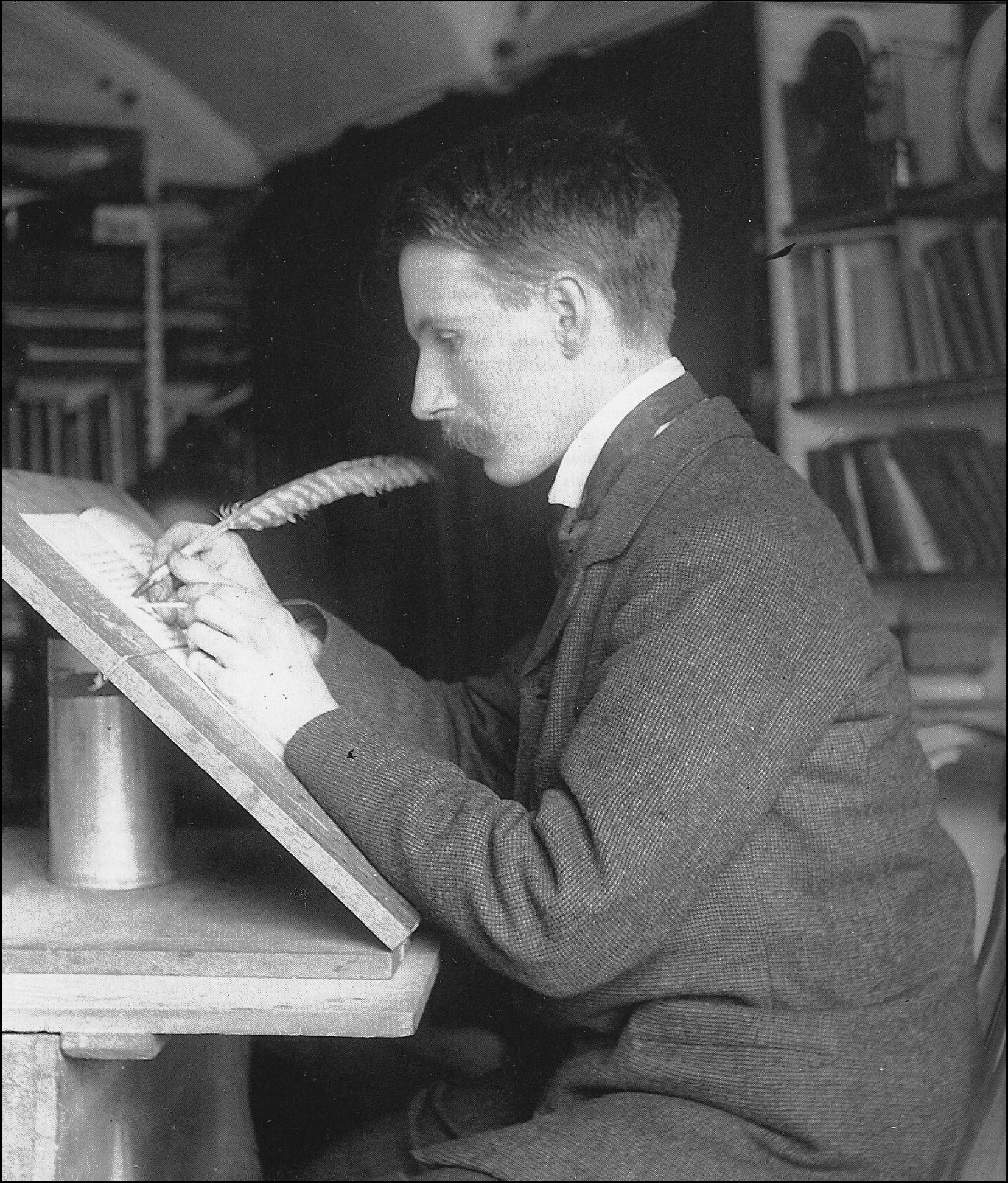
مبتكر الخط الحديث إدوارد جونستون أثناء العمل عام 1902.

بعد تعميم الطباعة في القرن الخامس عشر، انحسر إنتاج المخطوطات المزخرفة. ومع ذلك، لم تعني نهضة الطباعة نهاية فن الخط.
بدأت النهضة الحديثة للخط في نهاية القرن التاسع عشر، متأثرة بفلسفة وجماليات ويليام موريس وحركة الفنون والحرف اليدوية. ويعتبر إدوارد جونستون الأب الروحي لفن الخط الحديث.   قُدِّم المهندس المعماري ويليام هاريسون كوليشو بعد دراسة النسخ المنشورة لمخطوطاته إلى عميد الأكاديمية المركزية للفنون والحرف اليدوية ويليام ليثابي في العام 1898، الذي نصحه بدراسة مخطوطات المتحف البريطاني.
أثار هذا اهتمام جونستون بفن الخط المرتبط باستعمال قلم ذو حواف عريضة. فعقد دورة تعليمية في فن الخط بمقر الأكاديمية المركزية في ساوثامبتون رو، لندن، في شهر سبتمبر من عام 1899 حيث أثَّر على مصمم الخط والنحات إريك جيل، الذي كلَّفه فرانك بيك بتصميم خط جديد لمترو أنفاق لندن، ولا يزال هذا الخط مستخدمًا حتى اليوم (مع تعديلات طفيفة).
وقد نسب له الفضل في إحياء فن الخط الحديث من خلال كتبه وتعليماته، حيث كان كتيبه المتعلق بموضوع الكتابة والزخرفة ونقش الحروف (عام 1906) مؤثرًا بشكل خاص على جيل من الطبَّاعين والخطاطين البريطانيين، بمن فيهم غرايلي هيويت، وستانلي موريسون، وإريك جيل، وألفريد فيربانك، وآنا سيمونز. كما ابتكر جونستون تصميمًا بسيطًا لأسلوب الكتابة اليدوية (راوند)، باستخدام قلم عريض وهو ما يعرف اليوم بالخط التأسيسي، على الرغم من أنه لم يستخدم أيًا من المصطلحين «تأسيسي» أو «خط تأسيسي» أبدًا. في بادئ الأمر، علَّم جونستون طلابه الخط البوصي باستخدام زاوية قلم مسطحة، لكنه لاحقًا علمهم ذلك باستخدام زاوية قلم مائلة. وقد أطلق عليه «الخط التأسيسي» في منشوره «رسائل المخطوطات والنقوش للمدارس والفصول الدراسية واستخدام الحرفيين»، والصادر عام 1909.

### القرن العشرين
قام غرايلي هيويت بالتدريس في الأكاديمية المركزية للفنون والحرف اليدوية، ونشر كتبه مطلع القرن العشرين بالتعاون مع جونستون. اعتُبر هيويت عنصرًا رئيسيًا في إحياء تذهيب في الخط، وقد ظهر نتاجه الخصب في تصاميم الخط بين عامي 1915 و1943. كما ينسب إليه إحياء التذهيب بالجبس، ورقائق الذهب على الرِّق. ساهم هيويت في تأسيس جمعية النُسَّاخ والمزخرفين في العام 1921، وهي -على الأرجح- جمعية الخط الأولى في العالم.
لم يكن هيويت بمعزل عن النقَّاد  أو المؤيدين  بعد تقديمه لوصفات الجبس الخاصة بسينينو سينيني والتي تعود إلى القرون الوسطى. استقى الخطاط الإنجليزي دونالد جاكسون وصفات الجبس الخاصة به من القرون السابقة، عدد منها غير متوفر حاليًا في الترجمة الإنجليزية. وأسفر ذلك عن إعلان غرايلي هيويت إجازةً يُمنح بموجبها الأمير فيليب لقب دوق إدنبره في التاسع عشر من نوفمبر عام 1947، وذلك قبل يوم واحد من زواجه من الملكة إليزابيث.
وكان لتلميذة جونستون «آنا سيمونز» دور فعال في إثارة الاهتمام بفن الخط في ألمانيا، من خلال ترجمتها لكتاب «الكتابة والزخرفة ونقش الحروف» عام 1910.  أما مدرس نقش الحروف في مدرسة فيينا للفنون النمساوي رودولف لاريش فقد نشر ستة كتب لنقش الحروف أثرت بشكل على الخطاطين الناطقين بالألمانية. ونظرًا لأن البلدان الناطقة بالألمانية لم تتخل عن الخط القوطي في الطباعة، كان للقوطية تأثير قوي على أساليبها.
كان رودولف كوخ الصديق المعاصر والأصغر سنًا للاريش. وقد جعلت منه كتبه وتصاميمه في الخطوط وطريقته في التدريس واحدًا من الخطاطين الأكثر تأثيرًا في القرن العشرين، سواء في أوروبا أو أمريكا لاحقًا. عمل كلٌّ من لاري وكوخ على تعليم وإلهام العديد من الخطاطين الأوروبيين، وبالأخص كارلجورج هوفر وهيرمان زابف.

## الخط الحديث

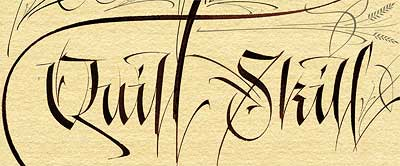
الخط الغربي الحديث (دينيس براون ، 2006)

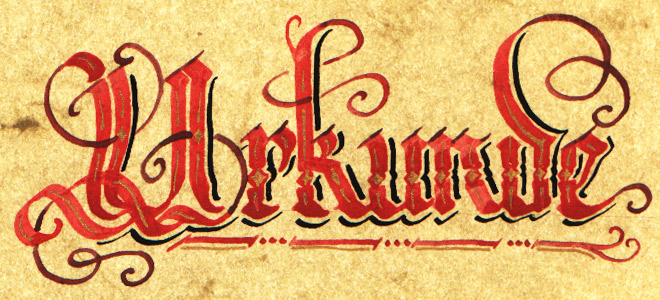
رسم للكلمة الألمانية Urkunde ("وتعني وثيقة، شهادة"؛ مانويل شتريل، 2004)

ساهم فن الخط اليوم في إيجاد تطبيقات متنوعة. ويشتمل ذلك على التصميم الجرافيكي، والتصميم الرقمي، والتصميم النموذجي، واللوحات، والمنح الدراسية، والخرائط، والقوائم، وبطاقات التهنئة، والدعوات، والمستندات القانونية، والشهادات العلمية، والنقوش الحجرية، والمستندات التذكارية، والدعائم، والصور المتحركة للأفلام والتلفزيون، وبطاقات العمل، والعروض اليدوية. حيث يكسب العديد من الخطاطين رزقهم من عنونة الأظرف والدعوات للمناسبات العامة أو الخاصة، بما في ذلك قرطاسية الزفاف. وهنالك درجات دخول للأطفال والبالغين على حد سواء عبر الفصول الدراسية والكتب التعليمية.

لم يكن مجال فن الخط مجرد مصلحة صرفة لتجار الكتب القديمة. لذلك فإن إرث جونستون لا يزال بالغ الأهمية لطموحات معظم الخطاطين الغربيين: 
 "من الممكن المحتمل -حتى في الوقت الراهن- العودة إلى وجهة النظر الفتيَّة كوجهة نظر الخطاطين الأوائل، وهي العودة السليمة لأي بداية: لا يوجد ما يمكن إضافته هنا، ولكن يجب أن يفسح المجال للحقيقة والحرية. 
 إن مشروع الكتاب المقدس للقديس يوحنّا للقرن الواحد والعشرين، والذي بلغت تكلفته ملايين الدولارات والمنجز عام 2011، مكَّن دونالد جاكسون من التعاون مع دار تدوين عالمية. وهو مصمَّم كإنجيلٍ مزخرف في القرن الواحد والعشرين، والذي نُفِّذ بأدوات وتقنيات قديمة وحديثة. كما أنجز تلميذ إدوارد جونستون "إدوارد بوللي" إنجيل بوللي في مطلع القرن العشرين.
يسَّر العصر الرقمي استحداث ونشر آلاف الخطوط الحديثة ذات الطابع التاريخي. وبذلك يمنح فن الخط كل حرف مظهرًا فريدًا أثناء تصميم النماذج الطباعية، والتي على الرغم من تطورها فإنها لا تمثل قوة تقنيات الخط. ولم تقتصر فائدة الوسائط الرقمية للخطاط على تخطيط الكمبيوتر، لإنجيل القديس يوحنّا قبل العمل اليدوي. إذ تُسهِّل الأجهزة اللوحية الرسومية أعمال التصميم الفنِّي للخط أكثر من القطع الفنية كبيرة الحجم. ويدعم الإنترنت عددًا من الشبكات الإلكترونية للخطاطين وفناني نقش الحروف.

## الأنماط الفرعية الأخرى

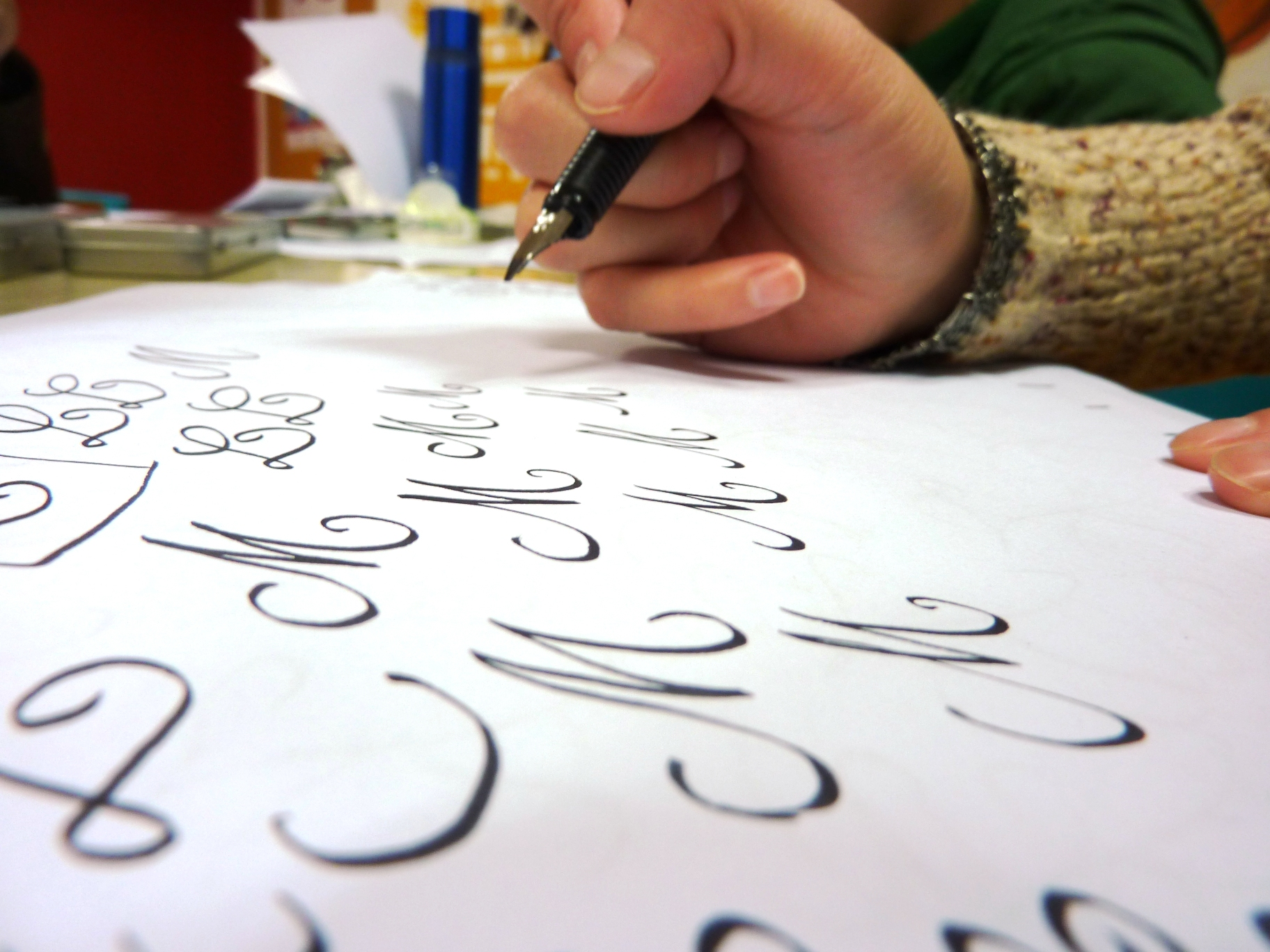

الأنماط الغربية الفرعية الأخرى وزمن ظهورها:
- الخط الروماني الكبير (القرن السادس قبل الميلاد)
- خط كيرسف الروماني (6 قبل الميلاد)
- الخط الروماني المكعب (السادس قبل الميلاد)
- الخط البوصي (الثاني)
- الخط الكارولينجي (السابع)
- الخط البينفنتي (الثامن)
- الخط القوطي الغربي (التاسع)
- الخط القوطي (العاشر)
- خط تشانسري (13)
- خط تيكستورا (أو خط جوتنبرج) (الخامس عشر)
- الخط العتيق (السادس عشر)
- الخط الإنجليزي (الثامن عشر)

## وصلات خارجية
- كاليجرافوس - جمعية دالاس للخط، كاليجرافوس، نقابة غير ربحية تروج لفنون الخط
- أصدقاء فن الخط، سان فرانسيسكو، كاليفورنيا
- خطاطو نيوزلندا، شبكة وطنية من نقابات الخط التابعة لها
- مؤسسة إدوارد جونستون - مركز أبحاث لفنون الخط والحروف